# Franco Vázquez
Franco Damián Vázquez, né le 22 février 1989 à Tanti (es) en Argentine, est un footballeur italo-argentin international argentin qui joue au poste de milieu offensif. Il évolue actuellement à l'US Cremonese.

## Biographie

### Carrière en club
Il fait ses débuts avec l'US Palerme le 8 janvier 2012 contre Naples. Il participe à 14 rencontres mais ne marque aucun but.  
Il est prêté au Rayo Vallecano de Madrid pour la saison 2012-2013. Il finit la saison avec 3 buts marqués en 19 rencontres disputés. Le Rayo Vallecano finit à la huitième place du championnat d'Espagne.  
Pour la saison 2013-2014, l'US Palerme évolue en Série B. Il finit la saison en ayant inscrit 4 buts en 18 matchs de championnat. Son équipe remporte le championnat et accède en Série A. 
Pour la saison 2014-2015, il forme un duo d'attaque avec Paulo Dybala et inscrit 10 buts en 37 rencontres de championnat. Il prolonge son contrat le 16 janvier 2015 jusqu'au 30 juin 2019.
Le 16 juillet 2016, Vázquez signe au Séville FC pour cinq saisons.

### Carrière en sélection
Le 21 mars 2015, il est convoqué pour la première fois en équipe d'Italie par Antonio Conte pour deux rencontres contre la Bulgarie et l'Angleterre.
Il joue son premier match en équipe nationale le 31 mars 2015 lors d'un match amical contre l'Angleterre. Il entre à la 61e minute à la place d'Éder (1-1).
En août 2017, il déclare vouloir jouer avec le pays qui l'a vu naître. Il est sélectionné pour la première fois en septembre 2018 pour participer aux matchs amicaux de l'équipe nationale Argentine. Il a pu effectuer sa première sélection le 7 septembre 2018 face au Guatemala (3-0) après avoir signé une dérogation, qui indique qu'il refuse de jouer pour n'importe quel autre équipe que l'Argentine désormais.

## Statistiques
Ce tableau présente les statistiques en carrière de Franco Vázquez.
| Saison                | Club                  | Championnat           | Championnat | Championnat | Championnat | Coupe(s) nationale(s) | Coupe(s) nationale(s) | Coupe(s) nationale(s) | Supercoupe | Supercoupe | Supercoupe | Compétition(s) continentale(s) | Compétition(s) continentale(s) | Compétition(s) continentale(s) | Compétition(s) continentale(s) | Plays-off | Plays-off | Plays-off | Supercoupe UEFA | Supercoupe UEFA | Supercoupe UEFA | Italie Argentine | Italie Argentine | Italie Argentine | Total | Total | Total |
| Saison                | Club                  | Division              | M.          | B.          | P.d.        | M.                    | B.                    | P.d.                  | M.         | B.         | P.d.       | Comp.                          | M.                             | B.                             | P.d.                           | M.        | B.        | P.d.      | M.              | B.              | P.d.            | M.               | B.               | P.d.             | M.    | B.    | P.d.  |
| 2007-2008             | CA Belgrano           | Primera B             | 4           | 0           | -           | -                     | -                     | -                     | -          | -          | -          | -                              | -                              | -                              | -                              | -         | -         | -         | -               | -               | -               | -                | -                | -                | 4     | 0     | 0     |
| 2008-2009             | CA Belgrano           | Primera B             | 15          | 1           | -           | -                     | -                     | -                     | -          | -          | -          | -                              | -                              | -                              | -                              | 2         | 0         | -         | -               | -               | -               | -                | -                | -                | 17    | 1     | 0     |
| 2009-2010             | CA Belgrano           | Primera B             | 31          | 3           | -           | -                     | -                     | -                     | -          | -          | -          | -                              | -                              | -                              | -                              | -         | -         | -         | -               | -               | -               | -                | -                | -                | 31    | 3     | 0     |
| 2010-2011             | CA Belgrano           | Primera B             | 30          | 7           | 4           | -                     | -                     | -                     | -          | -          | -          | -                              | -                              | -                              | -                              | 2         | 0         | -         | -               | -               | -               | -                | -                | -                | 32    | 7     | 4     |
| 2011-jan 2012         | CA Belgrano           | Primera División      | 18          | 3           | 3           | -                     | -                     | -                     | -          | -          | -          | -                              | -                              | -                              | -                              | -         | -         | -         | -               | -               | -               | -                | -                | -                | 18    | 3     | 3     |
| Sous-total            | Sous-total            | Sous-total            | 98          | 15          | 7           | -                     | -                     | -                     | -          | -          | -          | -                              | -                              | -                              | -                              | 4         | 0         | -         | -               | -               | -               | -                | -                | -                | 102   | 15    | 7     |
| jan-jui 2012          | US Palerme            | Serie A               | 14          | 0           | 0           | -                     | -                     | -                     | -          | -          | -          | -                              | -                              | -                              | -                              | -         | -         | -         | -               | -               | -               | -                | -                | -                | 14    | 0     | 0     |
| 2013-2014             | US Palerme            | Serie B               | 18          | 4           | 5           | 1                     | 0                     | 0                     | -          | -          | -          | -                              | -                              | -                              | -                              | -         | -         | -         | -               | -               | -               | -                | -                | -                | 19    | 4     | 5     |
| 2014-2015             | US Palerme            | Serie A               | 37          | 10          | 10          | 1                     | 0                     | 0                     | -          | -          | -          | -                              | -                              | -                              | -                              | -         | -         | -         | -               | -               | -               | 2                | 0                | 0                | 40    | 10    | 10    |
| 2015-2016             | US Palerme            | Serie A               | 36          | 8           | 7           | 2                     | 0                     | 0                     | -          | -          | -          | -                              | -                              | -                              | -                              | -         | -         | -         | -               | -               | -               | -                | -                | -                | 38    | 8     | 7     |
| Sous-total            | Sous-total            | Sous-total            | 105         | 22          | 22          | 4                     | 0                     | 0                     | -          | -          | -          | -                              | -                              | -                              | -                              | -         | -         | -         | -               | -               | -               | 2                | 0                | 0                | 111   | 22    | 22    |
| 2012-2013             | Rayo Vallecano (prêt) | Liga                  | 18          | 3           | 0           | 1                     | 0                     | 0                     | -          | -          | -          | -                              | -                              | -                              | -                              | -         | -         | -         | -               | -               | -               | -                | -                | -                | 19    | 3     | 0     |
| Sous-total            | Sous-total            | Sous-total            | 18          | 3           | 0           | 1                     | 0                     | 0                     | -          | -          | -          | -                              | -                              | -                              | -                              | -         | -         | -         | -               | -               | -               | -                | -                | -                | 19    | 3     | 0     |
| 2016-2017             | Séville FC            | Liga                  | 30          | 7           | 3           | -                     | -                     | -                     | 2          | 0          | 0          | C1                             | 5                              | 0                              | 1                              | -         | -         | -         | 1               | 1               | 0               | -                | -                | -                | 38    | 8     | 4     |
| 2017-2018             | Séville FC            | Liga                  | 30          | 4           | 6           | 7                     | 1                     | 1                     | -          | -          | -          | C1                             | 7                              | 0                              | 1                              | -         | -         | -         | -               | -               | -               | -                | -                | -                | 44    | 5     | 8     |
| 2018-2019             | Séville FC            | Liga                  | 34          | 3           | 4           | 5                     | 0                     | 1                     | 1          | 0          | 0          | C3                             | 12                             | 3                              | 1                              | -         | -         | -         | -               | -               | -               | 3                | 0                | 0                | 55    | 6     | 6     |
| 2019-2020             | Séville FC            | Liga                  | 31          | 3           | 0           | 1                     | 1                     | 0                     | -          | -          | -          | C3                             | 9                              | 2                              | 1                              | -         | -         | -         | -               | -               | -               | -                | -                | -                | 41    | 6     | 1     |
| Sous-total            | Sous-total            | Sous-total            | 125         | 17          | 13          | 13                    | 2                     | 2                     | 3          | 0          | 0          | -                              | 33                             | 5                              | 4                              | -         | -         | -         | 1               | 1               | 0               | 3                | 0                | 0                | 178   | 25    | 19    |
| Total sur la carrière | Total sur la carrière | Total sur la carrière | 346         | 57          | 42          | 18                    | 2                     | 2                     | 3          | 0          | 0          | -                              | 33                             | 5                              | 4                              | 4         | 0         | -         | 1               | 1               | 0               | 5                | 0                | 0                | 410   | 65    | 48    |

## Palmarès
- Champion d'Italie de Serie B en 2014 avec l'US Palerme.
- Vainqueur de la Ligue Europa en 2020 avec le FC Séville.
- Finaliste de la Supercoupe de l'UEFA en 2020 avec le FC Séville.